# 阿南市立岩脇小学校
阿南市立 岩脇小学校（あなんしりつ いわわきしょうがっこう）は、徳島県阿南市羽ノ浦町岩脇字町筋にある公立小学校。

## 概要
卒業後は阿南市立羽ノ浦小学校の出身者と共に阿南市立羽ノ浦中学校へ進学。

## 沿革
- 1873年（明治6年）9月20日創立
- 2006年（平成18年）3月20日 - 那賀郡羽ノ浦町が阿南市へ編入されたのに伴い、阿南市立岩脇小学校と改称。

## 通学区域が隣接する学校
- 阿南市立羽ノ浦小学校
- 阿南市立平島小学校
- 阿南市立中野島小学校
- 阿南市立大野小学校
- 小松島市立櫛渕小学校
- 小松島市立立江小学校